# (8837) London
(8837) London (1989 TF4) – planetoida z pasa głównego asteroid okrążająca Słońce w ciągu 3,32 lat w średniej odległości 2,22 au. Odkryta 7 października 1989 roku.